# Denton Massey
Pour les articles homonymes, voir Massey.
Denton Massey (20 juin 1900-25 janvier 1984) est un ingénieur et un homme politique canadien de l'Ontario. Il est député fédéral progressiste-conservateur de la circonscription ontarienne de Greenwood en 1935 à 1949.

## Biographie
Né à Toronto en Ontario, Massey est le petit-fils de Hart Massey (en), fondateur du constructeur de matériels agricoles Massey Ferguson. Il fréquente la St. Andrew's College (en) d'Aurora et l'université de Toronto où il devient membre de la Kappa Alpha. Il complète ensuite une formation d'ingénieur à la Massachusetts Institute of Technology.
Massey est également le fondateur de la York Bible Class qui s'adresse aux jeunes durant les années 1920. Des programmes radio sont diffusés avant et après la Seconde Guerre mondiale.
Élu en 1935, il est réélu en 1940 et 1945. Il est candidat à la course à la direction (en) conservatrice de 1938, mais termine quatrième derrière Robert James Manion, Murdoch Alexander MacPherson (en) et Joseph Henry Harris.
Durant la Seconde Guerre mondiale, il se joint à l'Aviation royale canadienne en 1940 où il atteint le rang de Group captain. En 1946, il devient officier de l'Ordre de l'Empire britannique pour ses actions durant la guerre.
Après la politique, il devient prêtre anglican de la St. Paul's Anglican Church de Point Edward, Ontario, de 1960 à 1963 et de la Church of the Holy Saviour de Waterloo de 1963 à 1970.
Massey est membre de la famille Massey (en) et est le cousin du gouverneur général Vincent Massey et de l'acteur Raymond Massey. Il est aussi le cousin du philosophe canadien George Grant (en) et de l'homme politique Michael Ignatieff. Son fils, Walter Massey, devient acteur.